# Грозелье, Сара Питерс
Сара Питерс Грозелье (англ. Sara (Sarah) Peters Grozelier; 1821—1907) — американская художница-миниатюрист.

## Биография
Родилась в 1821 году в городе Норт-Андовер, штат Массачусетс, была младшей из двенадцати детей Джона и Элизабет Дэвис Питерс; её старшей сестрой была миниатюристка Кларисса Петерс Рассел, чей муж Мозес Рассел также был художником-миниатюристом.
В 1836 году Сара окончила Академию Эббота в Андовере, где изучала живопись и рисунок. Следующие несколько лет она провела, рисуя миниатюрные портреты известных местных жителей, после чего в возрасте двадцати шести лет переехала в Бостон.
В 1855 году она вышла замуж за уроженца Франции, портретиста и литографа Леопольда Грозелье. В этом же году она представила три своих миниатюры в Бостонском атенеуме. В следующем году она также показала свою работу (под именем «Мадам Грозелье») в Бруклинской художественной ассоциации (Brooklyn Art Association). В 1866 году, после смерти мужа, она была внесена в Бостонский справочник, где также была указана между 1877 и 1883 годами. Кроме миниатюр, выполняла литографии, а после смерти мужа зарабатывала себе на жизнь, раскрашивая фотографии маслом или пастелью. В возрасте шестьдесят одного года она вернулась в Норт-Андовер.
Умерла в Норт-Андовере в 1907 году и была похоронена на кладбище Ridgewood Cemetery рядом с мужем. Детей у них не было.
Её работа с изображением двух девушек находится в коллекции Метрополитен-музея; дата написания этой миниатюры акварелью на слоновой кости неизвестна. Автопортрет Сары Грозелье, датированный периодом между 1845 и 1855 годами, в настоящее время принадлежит Историческому обществу Норт-Андовера.